# Комбре (Кальвадос)
Комбре́ (фр. Combray) — коммуна во Франции, находится в регионе Нижняя Нормандия. Департамент коммуны — Кальвадос. Входит в состав кантона Тюри-Аркур. Округ коммуны — Кан.
Код INSEE коммуны — 14171.

## Население
Население коммуны на 2010 год составляло 135 человек.
| 1962 | 1968 | 1975 | 1982 | 1990 | 1999 | 2010 |
| ---- | ---- | ---- | ---- | ---- | ---- | ---- |
| 122  | 123  | 95   | 100  | 98   | 130  | 135  |

## Экономика
В 2010 году среди 83 человек трудоспособного возраста (15—64 лет) 65 были экономически активными, 18 — неактивными (показатель активности — 78,3 %, в 1999 году было 72,9 %). Из 65 активных жителей работали 60 человек (30 мужчин и 30 женщин), безработных было 5 (5 мужчин и 0 женщин). Среди 18 неактивных 5 человек были учениками или студентами, 4 — пенсионерами, 9 были неактивными по другим причинам.